# Сед Лувијен (Алесандрија)
Сед Лувијен је насеље у Италији у округу Алесандрија, региону Пијемонт.
Према процени из 2011. у насељу је живело 24 становника. Насеље се налази на надморској висини од 670 м.